# William Archer (naturalista)
William Archer (Magherahamlet (Contea di Down), 6 maggio 1830 (1827?) – Dublino, 14 agosto 1897) è stato un naturalista e microscopista irlandese particolarmente interessato allo studio di Protozoa e Desmidiales.

## Biografia
Era il figlio primogenito del Reverendo Richard Archer, vicario di Clonduff.
Nel 1849, fu uno dei dodici membri fondatori del Dublin Microscopical Club. 
Tra il 1858 e il 1885 scrisse oltre 230 testi scientifici pubblicati sul Quarterly Journal of Microscopical Science, Proceedings of the Natural History Society of Dublin; la gran parte consiste in brevi note sui Desmidiales raccolti in Irlanda.
Talvolta lo stesso testo era pubblicato su due o più giornali.
Fu membro della Dublin University Zoological Association e fu eletto Fellow della Royal Society nel 1875.
Fu bibliotecario della National Library of Ireland dal 1877 al 1895. 
(Robert Lloyd Praeger)